# Cinética (física)
Em física e engenharia, a cinética é o ramo da mecânica clássica que lida com a relação entre movimento e suas causas, especificamente forças e torques. Desde meados do século XX o termo "dinâmica" (ou "dinâmica analítica") superou amplamente a "cinética" nos livros de física, embora o termo ainda seja usado em engenharia.
Em física do plasma, cinética refere-se ao estudo do continuum no espaço de velocidade. Isso geralmente ocorre no contexto de distribuições de velocidades não térmicas (não-Maxwellianas) ou processos que perturbam as distribuições térmicas. Esses "plasmas cinéticos" não podem ser adequadamente descritos com equações de fluidos.
O termo cinética é também usado para referir-se à cinética química, particularmente em química física e físico-química.